# 密叶荆芥
密叶荆芥（学名：Nepeta thomsonii）为唇形科荆芥属下的一个种。

## 扩展阅读
- 維基物種上的相關：密叶荆芥